# Station Sisteron
Station Sisteron is een spoorwegstation in de Franse gemeente Sisteron.